# Stazione meteorologica di Scanno
La stazione meteorologica di Scanno è la stazione meteorologica di riferimento relativa alla località di Scanno.

## Coordinate geografiche
La stazione meteorologica si trova nell'area climatica dell'Italia centrale, dove è situato l'intero territorio regionale dell'Abruzzo, in provincia dell'Aquila, nel comune di Scanno, a 1.030 metri s.l.m. e alle coordinate geografiche 41°54′N 13°53′E.

## Dati climatologici
In base alla media trentennale di riferimento 1961-1990, la temperatura media del mese più freddo, gennaio, si attesta a +0,7 °C; quella del mese più caldo, agosto, è di +19,6 °C.
| Scanno             | Mesi | Mesi | Mesi | Mesi | Mesi | Mesi | Mesi | Mesi | Mesi | Mesi | Mesi | Mesi | Stagioni | Stagioni | Stagioni | Stagioni | Anno |
| Scanno             | Gen  | Feb  | Mar  | Apr  | Mag  | Giu  | Lug  | Ago  | Set  | Ott  | Nov  | Dic  | Inv      | Pri      | Est      | Aut      | Anno |
| ------------------ | ---- | ---- | ---- | ---- | ---- | ---- | ---- | ---- | ---- | ---- | ---- | ---- | -------- | -------- | -------- | -------- | ---- |
| T. max. media (°C) | 3,9  | 5,6  | 9,1  | 13,5 | 19,2 | 23,6 | 26,8 | 26,7 | 21,3 | 14,4 | 9,3  | 5,5  | 5,0      | 13,9     | 25,7     | 15,0     | 14,9 |
| T. min. media (°C) | −2,5 | −2,4 | 0,0  | 3,3  | 7,3  | 10,5 | 12,3 | 12,6 | 10,0 | 5,8  | 2,5  | −0,5 | −1,8     | 3,5      | 11,8     | 6,1      | 4,9  |